# Čúsondži
Čúsondži (japonsky 中尊寺) je buddhistický chrám sekty Tendai na území dnešního města Hiraizumi v prefektuře Iwate v Japonsku. Je hlavním chrámem sekty tendai pro oblast Tóhoku. Horské jméno (山号, sangó) chrámu je Kanzan (関山). Hlavním objektem uctívání je Amida Njorai (阿弥陀如来). Zakladatelem chrámu byl dle tradice v roce 850 mnich Ennin (円仁). Zásadní zásluhu při rozšiřování chrámu ve 12. století sehrál Kijohira Fudžiwara.
Areál chrámu byl prohlášen za národní památku zvláštního významu (国の特別史跡, Kuni no tokubecušiseki).
Chrám Čúsondži je jednou z památek v katastru města Hiraizumi, které byly v roce 2011 zapsány na Seznam světového dědictví UNESCO pod společným označením Hiraizumi - chrámy, zahrady a vykopávky reprezentující buddhistickou Čistou zemi.
Společně s chrámy Mócúdži (毛越寺) v Hiraizumi, Zuigandži (瑞巌寺) v Macušimě a Riššakudži (立石寺) v Jamagatě tvoří poutní okruh po čtyřech chrámech založených mnichem Enninem, tzv. Šidžikairó (四寺廻廊).